# Jacques-Rémy Girerd
Jacques-Rémy Girerd (Mars, 7 marzo 1952) è un regista, produttore cinematografico e scrittore francese.

## Biografia
Nato a Mars, nel Dipartimento della Loira, nel 1952, nel 1974 entra alla Scuola di Belle Arti di Lione, quindi si lancia nel mondo dell'animazione realizzando dei piccoli film con figure in plastilina (4000 Images fœtales e D'une gompa l'autre). Nel 1981, fonda a Valence lo studio Folimage, specializzato nella produzione di film in passo uno. Nel 1988 il suo cortometraggio Le Petit cirque de toutes les couleurs, realizzato all'interno dello Folimage ottiene il Premio César per il miglior cortometraggio d'animazione. Lo stesso anno, realizza il mediometraggio L'Enfant au grelot che vince diversi premi. 
Nel 1994 crea la Résidence d'artistes e produce con Patrick Eveno i film di numerosi realizzatori conosciuti nel mondo dei cortometraggi: Iouri Tcherenkov, Mathias Brühn, Isabelle Favez, Bela Weiz, Michaël Dudok de Wit, Sylvain Vincendeau, Regina Pessoa, Constantin Bronzit, Solveig von Kleist, Alain Gagnol, Jean-Loup Felicioli, e altri. Nel 1999 fonda, con Isabelle Elzière, l'école La Poudrière, una scuola d'animazione della quale l'Elzière diviene poi la direttrice.
Nel 2003 realizza il suo primo lungometraggio animato, La profezia delle ranocchie. Nel 2004 pubblica un romanzo, Cœur de trèfle, presso le edizioni Gallimard; successivamente pubblica molti altri libri. Il secondo lungometraggio di Girerd, Mià e il Migù, esce nel 2008. Nel 2010, produce e scrive i dialoghi per Un gatto a Parigi, il primo lungometraggio di Jean-Loup Felicioli e Alain Gagnol, che nel 2012 ottiene la nomination all'Oscar, nel 2013 realizza la serie C'est bon per France Télévisions con la voce di Jean-Pierre Coffe, nel 2014 esce il suo terzo lungometraggio diretto con Benoît Chieux, Tante Hilda !, in gara ufficiale a Berlino e produce la serie animata Phantom Boy, uscita nel 2015. 
Produce inoltre la serie Tu mourras moins bête, adattata dal blog eponimo di Marion Montaigne, per ARTE.

## Filmografia

### Cinema
- 4000 Images fœtales - cortometraggio (1978)
- D'une gompa l'autre - cortometraggio (1979)
- Rien de spécial - cortometraggio (1980)
- Pouce on tourne - cortometraggio in collaborazione con la scuola Léo Lagrange (1982)
- Oshun - cortometraggio (1983)
- Les oreilles de Tonton - cortometraggio
- Cythère, l'apprentie sorcière - cortometraggio (1987)
- Toujours plus vite - cortometraggio (1988)
- Cartoon 14 - cortometraggio (1988)
- Le Petit Cirque de toutes les couleurs - cortometraggio (1988)
- Amerlock - cortometraggio (1988)
- 1 minute pour les droits de l'homme - cortometraggio (1989)
- Sculpture/Sculptures, regia di Jacques-Rémy Girerd e Jean-Loup Felicioli - cortometraggio (1989)
- La profezia delle ranocchie (La Prophétie des grenouilles) (2003)
- Mià e il Migù (Mia et le Migou) (2008)
- Ma petite planète chérie - compilation di cortometraggi sull'educazione ambientale (2010)
- Tante Hilda ! (2014)

### Televisione
- Le cirque bonheur - serie TV (1985-1986)
- La rage du désert - film TV (1988)
- Metamorphosis - serie TV (1988-1990)
- L'albero della vita (Le Bonheur de la vie) - serie TV, 20 episodi (1990-1992)
- L'Enfant au grelot - film TV uscito anche al cinema per la Folimage distribution (1997)
- Mine de rien - serie TV, 40 episodi (1994)[6]
- Ma petite planète chérie - serie TV, 26 episodi (1996-1998)
- C'est bon - serie TV, 26 episodi (2013)

## Opere letterarie
- La profezia delle ranocchie, Paris, Hachette, 2003 (edizione italiana Einaudi Ragazzi, San Dorligo della Valle, 2004)
- Cœur de trèfle, Paris, Gallimard, 2004
- Preuves d'amour et d'ailleurs, Valence, La maison blanche/Folimage, 2008 (ried. Delatour, 2017)
- Mia et le Migou, Touluse, Milan, 2008
- Tante Hilda!, Paris, Flammarion, 2014
- Ça déménage !, Éditions de la maison blanche, 2018